# Bahnhof Como San Giovanni
Der Bahnhof Como San Giovanni ist der wichtigste Bahnhof in der norditalienischen Stadt Como und der größere der beiden Hauptbahnhöfe neben Como Lago. Er wird von der staatlichen Rete Ferroviaria Italiana betrieben und ist der letzte italienische Bahnhof auf der Strecke nach Chiasso. Somit hat Como die Funktion eines Grenzbahnhofes inne. Er befindet sich in Besitz der Rete Ferroviaria Italiana (RFI), einer Organisationseinheit der Ferrovie dello Stato. Von 2001 bis 2018 lag die Vermarktung und Vermietung der Ladenflächen in Hand der Gesellschaft Centostazioni. Der Bahnhof wird von Zügen der Trenitalia, Trenord, den SBB und des gemeinsamen Joint-Ventures TILO bedient.
Der Bahnhof befindet sich westlich der Innenstadt und liegt an der Bahnstrecke Chiasso–Mailand. Zudem ist er Ausgangspunkt der Bahnstrecke Como–Lecco, welche die obige Strecke allerdings erst nach dem südlich San Giovannis gelegenen Bahnhof Albate-Camerlata linkerhand verlässt.

## Anlage

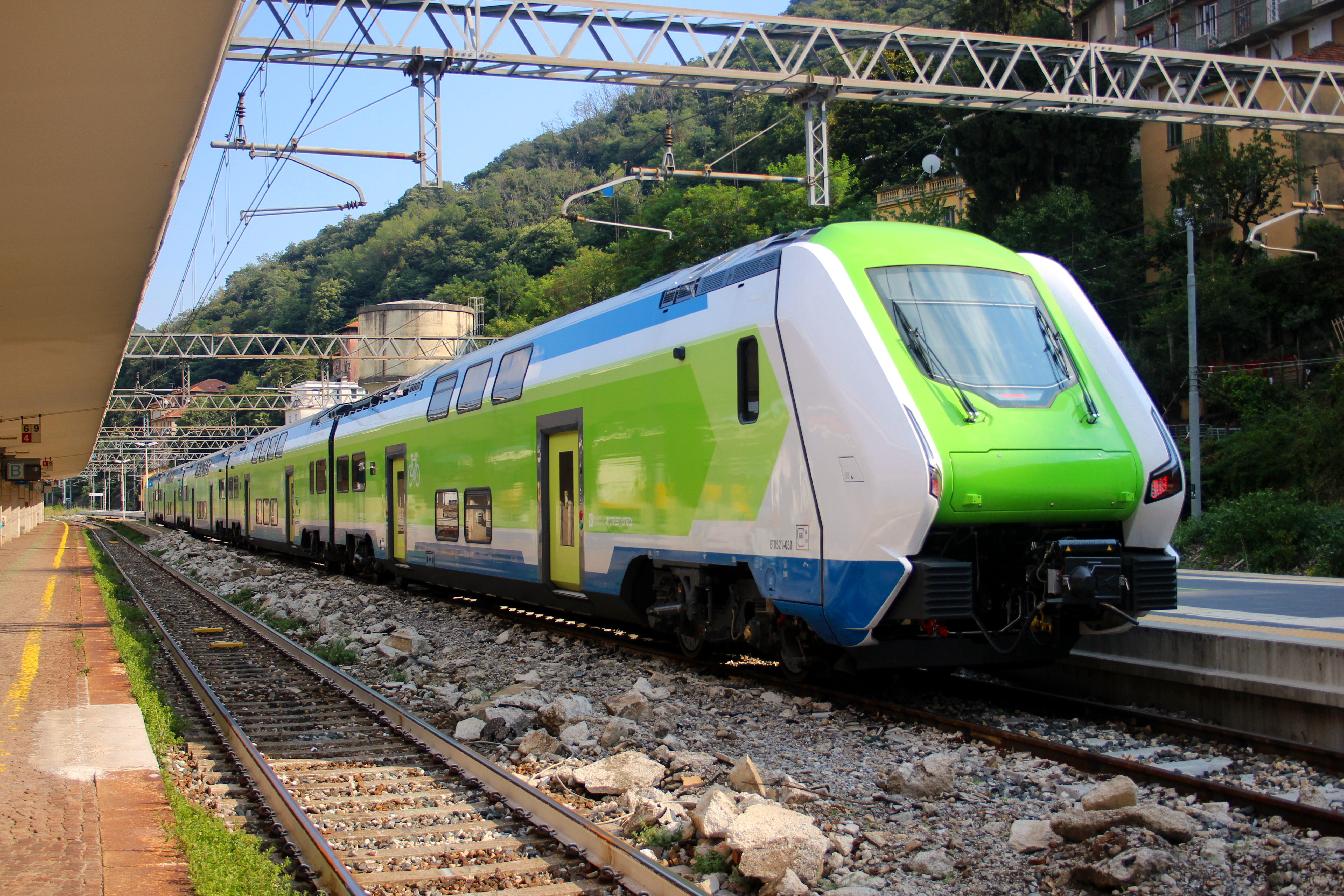
Trenord S-Bahn auf Gleis 4 und dem neuen Perron des Bahnhofs Como San Giovanni

Der Durchgangsbahnhof hat fünf Gleise. Das Gleis 1 ist zeitgleich der Hausbahnsteig, die Gleise 2 und 3 haben einen Mittelbahnsteig, welcher per Unterführung mit dem Hausbahnsteig verbunden ist. Auf diesen beiden Gleisen halten die EuroCity Züge Zürich-Mailand. Das Gleis 4 war bis vor kurzem mittels eines kleinen Bahnsteigs zwischen ihm und dem Gleis 3 angebunden; um diesen zu erreichen war eine Überquerung des Gleises 3 notwendig. Seit 2020 existiert jedoch ein neues, breites Perron für das Gleis 4 und das benachbarte Gleis 6, welches über die Unterführung zugänglich ist. Des Weiteren befinden sich südlich des Empfangsgebäudes drei Kopfgleise, welche dem Verkehr nach Lecco dienen, nördlich des Gebäudes befinden sich ebenfalls zwei weitere Kopfgleise.
Der Bahnhof ist nebst den üblichen Bahnhofseinrichtungen (Schalter) auch mit einer Zollstelle wegen des Grenzübergangs nach Chiasso ausgestattet, jedoch finden hier seit 2008 keine Zollkontrollen mehr statt, da die Schweiz dem Schengen-Abkommen beigetreten ist.
Auf dem Bahnhofsvorplatz befindet sich ein Busbahnhof der SPT, welche unter anderem Linien nach Cernobbio, Bellagio oder Menaggio betreibt.

## Geschichte
Der Bahnhof Como San Giovanni wurde 1875 eröffnet, als der Abschnitt Albate-Camerlata–Como der heutigen Bahnstrecke Chiasso–Mailand dem Verkehr übergeben wurde. Im September 1876 erhielt er den Status eines Grenzbahnhofs, als die Strecke durch den Monte Olimpino hindurch ins schweizerische Chiasso verlängert wurde. Der dortige Bahnhof war bereits seit 1874 an das Netz der Tessiner Talbahnen angeschlossen. Durch die Eröffnung des Gotthardtunnels 1882 wurde Como Teil der bedeutenden Nord-Süd-Achse, da die Bahnstrecke zwischen Chiasso und Mailand einer der Südzubringer der Gotthardbahn darstellte. 1888 wurde von Albate aus die Bahnstrecke nach Lecco in Betrieb genommen, die Züge wurden jedoch von Anfang an bis Como San Giovanni durchgebunden.
Während des Zweiten Weltkriegs wurde das Stationsgebäude zerstört und durch einen Neubau nach Plänen des Architekten Paolo Perilli ersetzt, welcher 1949 der Nutzung freigegeben wurde. 2008 wurde die Anlage in Zusammenarbeit zwischen der CentoStazioni und der RFI saniert. Unter anderem wurde der Bahnhof behindertengerecht ausgebaut und mit einem Blindenleitsystem versehen. Ebenfalls wurden neue Aufzüge eingebaut.

## Verkehr
Der Bahnhof wird von Zügen der Trenord und der TILO bedient, von den S-Bahn-Systemen S-Bahn Tessin und S-Bahn Mailand hält je eine Linie.

### Fernverkehr
- Zürich HB – Bellinzona – Milano Centrale (– Venezia S. L.)
- Zürich HB – Bellinzona – Milano Lambrate – Bologna Centrale/Genova P.P. (– Sestri Levante)   (je ein Zugpaar)
- Basel SBB – Luzern – Bellinzona – Milano Centrale   teilweise zusätzlich TT
- Frankfurt – Basel SBB – (→ Bellinzona / ← Brig) – Milano Centrale   TT (ein Zug)

S-Bahn
| Linie | Verlauf |
| ----- | --- |
| S 10  | (Airolo –) Biasca – Bellinzona – Giubiasco – (Ceneri-Basistunnel –) Lugano – Mendrisio – Chiasso – Como San Giovanni |
|       | Chiasso – Como San Giovanni – Como Camerlata – Cucciago – Cantù-Cermenate – Carimate – Camnago-Lentate – Seregno – Desio – Lissone-Muggiò – Monza – Sesto San Giovanni – Milano Greco Pirelli – Milano Porta Garibaldi – Milano Villapizzone – Milano Certosa – Rho Fiera – Rho |
| S 40  | Varese – Stabio – Mendrisio – Chiasso – Como San Giovanni |
| R 18  | Como San Giovanni – Como Camerlata – Albate-Trecallo – Cantù – Brenna-Alzate – Anzano del Parco – Merone – Moiana – Casletto-Rogeno – Molteno |
| RE 80 | Locarno – Cadenazzo – (Ceneri-Basistunnel –) Lugano – Mendrisio – Chiasso – Como San Giovanni – Monza – Milano Centrale |